# Emanuel Pessanha
Emanuel Pessanha (Ponta Delgada (Azoren), 1955) is een Portugese fadozanger, gitarist, songwriter, componist en schilder woonachtig in Nijmegen, te Nederland.  

## Quatro Ventos
In 1996 richtte Pessanha de groep Quatro Ventos op met Nederlandse muzikanten waaronder Wout Pennings. Quatro Ventos maakt fado, maar laat zich ook beïnvloeden door onder andere Kaapverdische muziek. Quatro Ventos werkte samen met verschillende muzikanten zoals Fernando Lameirinhas, Frank Boeijen en Iain Matthews. De Volkskrant wijdde positieve recensies aan de albums Valsa de Lobos (1999) en Vozes do Silêncio (2007) en schreef in de laatste recensie: "fado zonder artistiekerige maniertjes en pretentieuze aanstellerij, maar uiteraard vol emotie en smaakvol gedoseerd".

## Discografie
- Floro do Mar (1998)
- Valsa de Lobos (1999)
- Uma Noite de Fado (2000)
- Retrato (2001)
- Barco de Papel (2004)
- Vozes de Silencio (2006)
- Distancias DVD (2010)
- Mitos e Lendas (2012)
- 4 Fases da Lua (2017)